# Villalibre de la Jurisdicción
Villalibre de la Jurisdicción és una localitat del municipi de Priaranza del Bierzo situat a la comarca del Bierzo, a la província de Lleó, Comunitat Autònoma de Castella i Lleó, a Espanya.

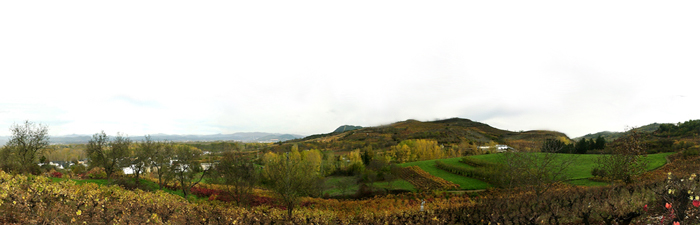
Vista de Villalibre i la seva muntanya "lliure de la Jurisdicció".

## Situació
Es troba en la carretera CL-536, que surt de Ponferrada.

## Arquitectura

### Església de San Juan Bautista
Data de 1600 (segle XVII) i va ser construïda al mateix lloc de l'antiga, amb planta en forma de "T" i espadanya de cos únic. L'altar major és barroc.

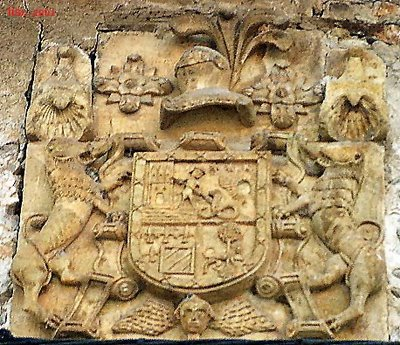
Escut.

### Altres centres d'interès
- Ermita del San Cristo de la Vera Cruz. Actualment, lloc de reunió de la Junta Veïnal.
- Forn de llenya comunal.
- Casa amb escut.
- Tres fonts: La Cruz, El Cristo i Barrio Falcón.

## Festes
- 17 de gener. Sant Antoni Abat.
- 24 de juny. Sant Joan Baptista.
- 15 i 16 d'Agost. Mare de Déu i Sant Roc.